# Campeonato de Escocia de Rally
El Campeonato de Escocia de Rally, es un campeonato de rally que se celebra anualmente en Escocia desde 1968. 
El campeonato siempre a nutrido al Campeonato Mundial de Rally de pilotos de gran calibre como los hermanos Colin McRae & Alister McRae, Robbie Head y el más reciente Barry Clark.

## Palmarés
| Año  | Piloto                                     | Copiloto                                   | Vehículo                                                              |
| ---- | ------------------------------------------ | ------------------------------------------ | --------------------------------------------------------------------- |
| 2024 | Euan Thorburn                              | Keir Beaton                                | Volkswagen Polo R5                                                    |
| 2023 | David Henderson                            | Chris Lees                                 | Ford Fiesta R5                                                        |
| 2022 | David Bogie                                | Cameron Fair & Claire Mole                 | Mini John Cooper Works WRC/Ford Fiesta Rally2                         |
| 2021 | Garry Pearson                              | Niall Burns                                | Skoda Fabia R5                                                        |
| 2020 | Cancelado debido a la pandemia de Covid-19 | Cancelado debido a la pandemia de Covid-19 | Cancelado debido a la pandemia de Covid-19                            |
| 2019 | Euan Thorburn                              | Paul Beaton                                | Ford Focus WRC                                                        |
| 2018 | Andrew Gallacher                           | Jane Nicol                                 | Ford Focus WRC                                                        |
| 2017 | Euan Thorburn                              | Paul Beaton                                | Ford Fiesta R5                                                        |
| 2016 | Jock Armstrong                             | Robbie Mitchell                            | Subaru Impreza                                                        |
| 2015 | Jock Armstrong                             | Paula Swinscoe                             | Subaru Impreza                                                        |
| 2014 | Euan Thorburn                              | Paul Beaton                                | Ford Focus WRC                                                        |
| 2013 | David Bogie                                | Kevin Rae                                  | Ford Focus WRC                                                        |
| 2012 | David Bogie                                | Kevin Rae                                  | Mitsubishi Lancer Evo 9, Metro 6R4                                    |
| 2011 | David Bogie                                | Kevin Rae                                  | Mitsubishi Lancer Evo 9, Metro 6R4                                    |
| 2010 | David Bogie                                | Kevin Rae                                  | Mitsubishi Lancer Evo 9, Ford Focus RS WRC                            |
| 2009 | David Bogie                                | Kevin Rae                                  | Mitsubishi Lancer Evo 9, Toyota Corolla WRC                           |
| 2008 | Jimmy Girvan                               | Kirsty Riddick                             | Subaru Impreza                                                        |
| 2007 | Gary Adam                                  | Gordon Adam                                | Subaru Impreza                                                        |
| 2006 | Dave Weston                                | Steven Clark                               | Ford Focus RS WRC                                                     |
| 2005 | Barry Johnson                              | Stewart Merry                              | Subaru Impreza WRC                                                    |
| 2004 | Raymond Munro                              | Stewart Merry                              | Subaru Impreza WRC                                                    |
| 2003 | Raymond Munro                              | Neil Ewing                                 | Subaru Impreza WRC                                                    |
| 2002 | Barry Johnson                              | Gordon Adam                                | Subaru Impreza                                                        |
| 2001 | cancelado                                  | cancelado                                  | cancelado                                                             |
| 2000 | Andrew Wood                                | Ann Parker                                 | Audi 90                                                               |
| 1999 | Jon Burn                                   | Stan Quirk                                 | MG Metro 6R4                                                          |
| 1998 | Jimmy Paterson                             | Fred Bell                                  | Subaru Impreza                                                        |
| 1997 | Brian Lyall                                | John Bennie                                | Subaru Impreza                                                        |
| 1996 | Jimmy Christie                             | Murdo Campbell                             | MG Metro 6R4                                                          |
| 1995 | David Gillanders                           | Martin Forrest                             | Ford Escort RS Cosworth                                               |
| 1994 | Michael Horne                              | Monty Pearson                              | Ford Sierra RS Cosworth                                               |
| 1993 | Murray Grierson                            | Stewart Merry                              | MG Metro 6R4                                                          |
| 1992 | Raymond Munro                              | Neil Ewing                                 | Ford Sierra RS Cosworth                                               |
| 1991 | Donald Milne                               | Bob Wilson                                 | Nissan Engined Metro 6R4                                              |
| 1990 | Jimmy Girvan                               | Campbell Roy                               | Toyota Celica GT-Four ST165                                           |
| 1989 | Andrew Wood                                | Campbell Roy                               | Vauxhall Astra                                                        |
| 1988 | Colin McRae                                | Derek Ringer                               | Vauxhall Nova, Nissan 240RS, Peugeot 205 RWD, Ford Sierra RS Cosworth |
| 1987 | Murray Grierson                            | Roger Anderson                             | Opel Kadett 400                                                       |
| 1986 | Ken Wood                                   | Peter Brown                                | MG Metro 6R4                                                          |
| 1985 | George Marshall                            | Roger Anderson                             | Nissan 240RS                                                          |
| 1984 | Ken Wood                                   | Peter Brown                                | Rover Vitesse SD1                                                     |
| 1983 | Jimmy Fleming                              | Rodger MacFarland                          | Toyota Starlet                                                        |
| 1982 | Ken Wood                                   | Peter Brown                                | Triumph TR7 V8                                                        |
| 1981 | Donald Heggie                              | Ian Mungall                                | Ford Escort RS1800                                                    |
| 1980 | Drew Gallacher                             | John Eyres                                 | Vauxhall Chevette                                                     |
| 1979 | Drew Gallacher                             | David McHarg                               | Ford Escort                                                           |
| 1978 | Drew Gallacher                             | David McHarg                               | Ford Escort                                                           |
| 1977 | Charles Samson                             | Alec Samson                                | Ford Escort                                                           |
| 1976 | Andrew Cowan                               |                                            | Colt Lancer                                                           |
| 1975 | Charles Samson                             | Alec Samson                                | Ford Escort                                                           |
| 1974 | Arthur Jasper                              | Bill Crabb                                 | Ford Escort                                                           |
| 1973 | Drew Gallacher                             | Ian Muir                                   | Ford Escort RS1600                                                    |
| 1972 | James Rae                                  | Michael Malcolm                            | Ford Escort RS1600                                                    |
| 1971 | Bob Watson                                 |                                            |                                                                       |
| 1970 | James Rae                                  | Michael Malcolm                            | Ford Escort 1300 GT                                                   |
| 1969 | Donald Heggie                              | George Deans                               | Escort Twin Cam                                                       |
| 1968 | Mike Hibbert                               |                                            | Ford Escort                                                           |